# Husstand
En husstand er i demografien en enhed, der anvendes til at beskrive et samlet fællesskab af mennesker, der bor og lever sammen.
I danske folketællinger har man anvendt følgende bestemmelse:
"ved familie forstås her det samme som husstand, så at de, der hører til en husholdning, regnes som hørende til en familie. Aftægtsfolk, indsiddere og andre i et hus bosatte anses altså ikke som særegen familie, når de ikke fører særskilt husholdning, men søger bord hos andre".
Denne beskrivelse blev i begyndelsen af 1900-tallet omformuleret til følgende:
"Hvis der i et hus bor flere familier, opføres de på skemaet hver med sit løbenummer. En familie indbefatter også dens pensionærer og logerende. Derimod betragtes husstande på 1 person som "familie" og opføres med eget løbenummer".
Efter omstændighederne kunne en husstand omfatte:
1. Familiens hovedforsørger,
2. Dennes ægtefælle,
3. Deres børn (herunder børn fra tidligere ægteskaber/samliv og adopterede børn)
4. Forældre til den ene eller begge ægtefæller (hvoraf den ene er familiens hovedforsørger),

men desuden:
1. Ansatte (i håndværkerfamilier ansatte svende og lærlinge)
2. Hushjælp (tyende)
3. Andre logerende[2].

Undersøgelser af husstandenes gennemsnitlige størrelse i Danmark fra 1840 til 1930 viser dels, at husstande i København var en smule mindre end i resten af landet, dels at husstandenes gennemsnitlige størrelse var faldende – først i købstæderne, siden i landdistrikterne (faldende fra ca 5 personer i 1840 til 4 personer i 1930, i købstæder og København dog til 3,42 hhv 3,11 personer).
Undersøgelser viser tillige, at husstandene varierede i størrelse fra 1-2 personer til 10 eller flere, idet dog husstande med 3-6 personer var fremherskende. "Storfamilier" omfattende mere end ægtefæller med deres børn synes at have hørt til sjældenhederne (stort set mindre en 10% af alle); kernefamilien var helt overvejende.

## Medielicens
I bekendtgørelsen om medielicens (§5, stk.2) defineres en husstand således:
En husstand omfatter i denne bekendtgørelse licensbetaleren, hans/hendes samlevende ægtefælle eller samlever i ægteskabslignende forhold og deres hjemmeboende børn uanset alder, såfremt disse er tilmeldt Folkeregisteret på samme adresse.